# Cinygmula subaequalis
Cinygmula subaequalis je druh jepice z čeledi Heptageniidae. Žije v na jihovýchodě a severu Kanady, na východě Spojených států amerických a na Aljašce. Jako první tento druh popsal Banks v roce 1914.